# ジョン・カフ (初代デザート男爵)
初代デザート男爵ジョン・カフ（英語: John Cuffe, 1st Baron Desart、1683年 – 1749年6月26日）は、アイルランド王国の政治家、貴族。1715年から1727年までアイルランド庶民院議員を務めた。

## 生涯
アマーシャム・カフ（Agmondesham Cuffe、1655年ごろ – 1727年12月、アイルランド庶民院議員）とアン・オットウェイ（Anne Otway、サー・ジョン・オットウェイの娘）の息子として、1683年に生まれた。1697年8月7日にダブリン大学トリニティ・カレッジに入学、1701年にB.A.の学位を修得、1718年にLL.D.の名誉学位を授与された。
1708年にキルケニー県長官を務め、1721年にキルケニー市長を務めた。また、1715年から1727年までトマスタウン選挙区の代表としてアイルランド庶民院議員を務めた。
1733年11月10日、アイルランド貴族であるキルケニー県におけるデザート男爵に叙され、12日にアイルランド貴族院議員に就任した。
1749年6月26日に死去、キャッスル・インチ（Castle Inch）で埋葬された。2人目の妻との間の息子ジョンが爵位を継承した。

## 家族
1707年9月2日、マーガレット・ハミルトン（Margaret Hamilton、ジェームズ・ハミルトンの娘）と結婚したが、2人の間の子供は全員父に先立った。
1727年2月12日、ドロシア・ゴージェス（Dorothea Gorges、リチャード・ゴージェスの娘）と再婚、4男5女をもうけた。
- ジョン（1730年11月16日 – 1767年11月25日） - 第2代デザート男爵[5]
- オトウェイ（1737年 – 1804年8月9日） - 第3代デザート男爵、初代デザート子爵、初代デザート伯爵[5]
- ハミルトン（1811年没） - エスター・ウィリアムズ（Esther Williams、ウィリアム・ウィリアムズの娘）と結婚、子供あり[5]
- ウィリアム（1743年ごろ – 1792年10月3日） - アイルランド庶民院議員、生涯未婚[5][6]
- ニコラ・ソフィア（1818年没） - エドワード・ハーバート（Edward Herbert）と結婚[5]
- ルーシー・スザンナ（1812年4月27日没） - 1756年2月25日、初代準男爵サー・ジョン・ブランデン（英語版）と結婚、子供あり[5][7]
- マーサ（Martha） - 1766年4月8日、ニコラス・ハーバート（Nicholas Herbert）と結婚[5]
- マーガレッタ（Margaretta、1742年没[5]）
- キャサリン[5]